# Clinocera sublineata
Clinocera sublineata är en tvåvingeart som beskrevs av Sinclair 2008. Clinocera sublineata ingår i släktet Clinocera och familjen dansflugor. Inga underarter finns listade i Catalogue of Life.